# Новониколаевка (Белгородская область)
Новониколаевка — село в Старооскольском городском округе Белгородской области, входящее в состав Знаменской сельской территории. Расстояние до Старого Оскола составляет 40 км.

## История
Селение было названо в честь второго престольного праздника святого Николая Чудотворца, которую еще называли Екатериновкой – по имени жены одного из князей Меньшиковых. Деревня Николаевка в XVIII веке была заселена малороссами (украинцами) из‑под Новочеркасска.
В 1899 году уездное земство построило начальную школу в Николаевке.
С июля 1928 года Николаевка - в Знаменском сельсовете Шаталовского района.
К концу 1920-х в Николаевке образовался колхоз «Красный Боец». В дальнейшем произошло объединение нескольких дворов с деревней Николаевка в единый населенный пункт Новониколаевка.
С 6 января 1954 года Новониколаевка в составе Шаталовского района вошла в новообразованную Белгородскую область.
В 1965 году в деревне открылась восьмилетняя школа на 200 мест. В том же году был открыт медицинский пункт.
В 1970-е село Новониколаевка входит в Знаменский сельсовет Старооскольского района. 
В 1989 году проложена дорога с твёрдым покрытием, соединившая Знаменку с Новониколаевкой. В 1991 году в Новониколаевке построили новый клуб.

## Население
На 12 января 1979 г. в Новониколаевке было 370 жителей, на 12 января 1989 г. — 216. В 1997 в Новониколаевке насчитывалось 115 домовладений и 224 жителя.
| 1859 | 1897 | 2002 | 2010 |
| ---- | ---- | ---- | ---- |
| 441  | ↗504 | ↘172 | ↘131 |